# Acacia kingii
Acacia kingii är en ärtväxtart som beskrevs av David Prain. Acacia kingii ingår i släktet akacior, och familjen ärtväxter. Inga underarter finns listade i Catalogue of Life.